# Ypthima hygrophilus
Ypthima hygrophilus är en fjärilsart som beskrevs av Clayton Dissinger Mell 1942. Ypthima hygrophilus ingår i släktet Ypthima och familjen praktfjärilar. Inga underarter finns listade i Catalogue of Life.